# Charlie Wachtel
Charlie Wachtel  (* 1987 oder 1988 in East Brunswick) ist ein US-amerikanischer Drehbuchautor und Filmproduzent. Als Mitautor bei dem Film BlacKkKlansman von Spike Lee erhielt Wachtel im Rahmen der Oscarverleihung 2019 die Auszeichnung für das beste Drehbuch.

## Leben
Zunächst arbeitete der in New Jersey geborene Charlie Wachtel als Assistent in mehreren Produktionsfirmen wie UTA, Benaroya Pictures, Weed Road und Echo Lake. Dann schrieb er für Werbeagenturen. Er studierte an der Prague Film School, der FAMU und der American University.
Mit David Rabinowitz, mit dem Wachtel gemeinsam an dem Drehbuch für BlacKkKlansman von Spike Lee arbeitete, verbindet ihn eine lange Freundschaft. Beide machten ihren Abschluss an der East Brunswick High School im Jahr 2005 und besuchten beide die American University und die Quinnipiac University, wo sie 2009 einen Abschluss erwarben. Nachdem Wachtel 2009 nach Los Angeles zog, folgte ihm Rabinowitz 2012. Von Ron Stallworths Geschichte, die im Film erzählt wird, hörten beide erstmals im Juli 2015 bei Facebook.

## Filmografie (Auswahl)
- 2008: Stiff (Kurzfilm)
- 2014: Madness (Kurzfilm)
- 2018: BlacKkKlansman

## Auszeichnungen (Auswahl)
Critics’ Choice Movie Award
- 2019: Nominierung für das Beste adaptierte Drehbuch (BlacKkKlansman)[4]

Online Film Critics Society Award
- 2019: Nominierung für das Beste adaptierte Drehbuch (BlacKkKlansman)[5]

Oscar
- 2019: Auszeichnung für das Beste adaptierte Drehbuch (BlacKkKlansman)